# Trifolium hirtum
Trifolium hirtum é uma espécie de planta com flor pertencente à família Fabaceae. Espécie com polinização autogâmica. 
A autoridade científica da espécie é All., tendo sido publicada em Auctuarium ad Floram Pedemontanam 20–21. 1789.
O seu nome comum é trevo-rosa.

## Portugal
Trata-se de uma espécie presente em Portugal Continental, nomeadamente no Algarve, Alentejo, Beiras, Douro Litoral, Estremadura, Ribatejo e Trás-os-Montes.
Em termos de naturalidade é nativa das regiões atrás indicadas.

## Morfologia
Porte semi-prostrado a semi-ereto. Folhas alternas frifolioladas.
Floração entre Fevereiro e Outubro. Sementes amarelas, lisas ou sulcadas, de 1,5 a 2,5 mm.

## Requisitos ambientais
Espécie muito rústica e com grande resistência à seca na primavera.
Adaptado a vários tipos de solos, arenosos a argilosos, e com pH muito ácido, neutro ou alcalino, desde que bem drenados. Desenvolve-se bem em solos pobres e erodidos e é pouco exigente em humidade.
Bom crescimento primaveril e boa tolerância ao pastoreio.

## Protecção
Não se encontra protegida por legislação portuguesa ou da Comunidade Europeia.